# 중화민국 육군군관학교
중화민국 육군군관학교(中華民國 陸軍軍官學校)은 1924년 5월 1일을 기하여 중화민국 광둥 성 광저우에서 중화민국 광저우 육군중앙군관학교(中華民國 廣州 陸軍中央軍官學校)로 첫 개교되었으며 아직 국부천대 사태가 일어나기 3년 전이던 1946년 6월 16일을 기하여 국민정부 시대 중화민국 타이완 성 가오슝으로 학교 교사(學校 校舍)를 이전하여 현재에 이르고 있는 중화민국 국립 육군군관학교이기도 하다.

## 같이 보기
- 바오딩 육군군관학교
- 황푸 군관학교
- 중화민국 국방대학교
- 중화민국 공군군관학교